# Zavier Simpson
Zavier Marquis Simpson (Lima, 11 febbraio 1997) è un cestista statunitense.

## Statistiche

### NCAA
| Anno      | Squadra             | PG  | PT | MP   | TC%  | 3P%  | TL%  | RP  | AP  | PRP | SP  | PP   |
| --------- | ------------------- | --- | -- | ---- | ---- | ---- | ---- | --- | --- | --- | --- | ---- |
| 2016-2017 | Michigan Wolverines | 38  | 0  | 8,7  | 37,2 | 26,3 | 71,0 | 0,6 | 1,0 | 0,5 | 0,1 | 1,6  |
| 2017-2018 | Michigan Wolverines | 41  | 29 | 26,5 | 46,7 | 28,6 | 51,6 | 3,2 | 3,7 | 1,3 | 0,0 | 7,3  |
| 2018-2019 | Michigan Wolverines | 37  | 37 | 33,8 | 43,4 | 30,8 | 66,7 | 5,0 | 6,6 | 1,4 | 0,1 | 8,8  |
| 2019-2020 | Michigan Wolverines | 30  | 30 | 33,7 | 47,6 | 36,0 | 57,4 | 4,5 | 7,9 | 1,0 | 0,1 | 12,9 |
| Carriera  | Carriera            | 146 | 96 | 25,2 | 45,5 | 31,4 | 59,0 | 3,3 | 4,6 | 1,1 | 0,1 | 7,3  |

### NBA

#### Regular Season
| Anno      | Squadra           | PG | PT | MP   | TC%  | 3P%  | TL%  | RP  | AP  | PRP | SP  | PP   |
| --------- | ----------------- | -- | -- | ---- | ---- | ---- | ---- | --- | --- | --- | --- | ---- |
| 2021-2022 | Oklahoma Thunder  | 4  | 4  | 43,5 | 36,5 | 12,5 | 100  | 5,3 | 7,5 | 1,3 | 1,0 | 11,0 |
| 2023-2024 | Memphis Grizzlies | 7  | 0  | 23,0 | 31,5 | 29,4 | 75,0 | 2,9 | 3,6 | 1,0 | 0,4 | 6,0  |
| Carriera  | Carriera          | 11 | 4  | 30,5 | 34,0 | 24,0 | 88,9 | 3,7 | 5,0 | 1,1 | 0,6 | 7,8  |

### G League
| Anno      | Squadra           | PG  | PT  | MP   | TC%  | 3P%  | TL%  | RP  | AP  | PRP | SP  | PP   |
| --------- | ----------------- | --- | --- | ---- | ---- | ---- | ---- | --- | --- | --- | --- | ---- |
| 2020-2021 | Oklahoma Blue     | 15  | 15  | 28,5 | 44,5 | 28,2 | 60,0 | 4,3 | 6,1 | 0,9 | 0,1 | 9,8  |
| 2021-2022 | Oklahoma Blue     | 47  | 32  | 30,3 | 46,7 | 34,9 | 63,3 | 4,7 | 6,3 | 1,4 | 0,6 | 12,7 |
| 2022-2023 | Lakeland Magic    | 50  | 50  | 33,9 | 51,3 | 46,9 | 56,5 | 4,6 | 8,9 | 1,6 | 0,3 | 17,1 |
| 2023-2024 | Motor City Cruise | 48  | 48  | 36,5 | 46,2 | 35,3 | 74,6 | 4,8 | 8,3 | 1,3 | 0,4 | 19,3 |
| Carriera  | Carriera          | 160 | 145 | 33,1 | 47,8 | 38,4 | 64,9 | 4,6 | 7,7 | 1,4 | 0,4 | 15,8 |

## Palmarès
- All-Eurocup Second Team: 1

Cluj-Napoca: 2024-2025